# Albert A-20
Albert A-20 bylo první francouzské, vícemotorové lehké letadlo speciálně navržené pro poštovní přepravu. Albert A-20, vyrobený společností Albert-Aéronautique (později Societe Anonyme des Avions Albert) z francouzského Drancy, byl vybaven dvěma motory Walter NZ-60 o výkonu 60 k/44 kW (celkový výkon 120 k/88 kW). Poprvé vzlétl, pilotován konstruktérem a majitelem firmy Edouardem Albertem, v listopadu 1929.

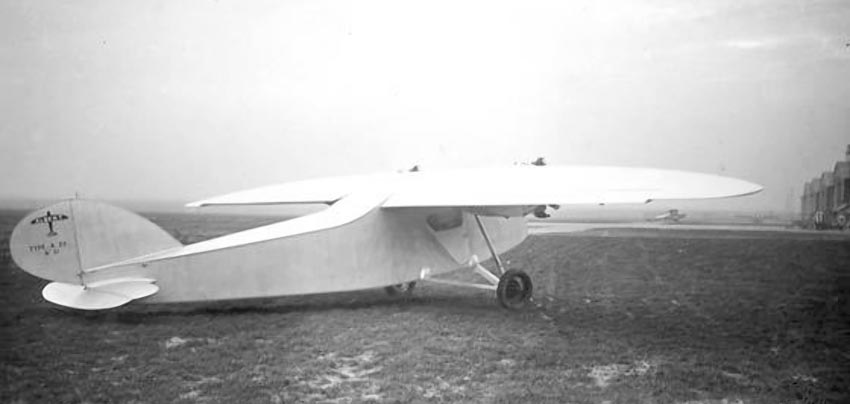
Albert A-20 (Les Ailes 1929)

## Vznik a vývoj
Společnost Albert-Aéronautique sídlila v Drancy nedaleko pařížského letiště Le Bourget. Konstrukce letounu Albert A-20 vycházela z předchozích prací Edouarda Alberta. Byl to hornoplošník s vypouklou náběžnou hranou křídla a rovnou, nezpevněnou odtokovou hranou. Stejné řešení bylo použito u letounů Albert STE.1 (1925, F-AIVA) a Albert A-10 (1929, F-AJFX).
V roce 1931 se u tohoto letounu uvádí výkon motorů Walter 2× 70 k, což byla modifikovaná verze původního motoru Walter NZ-60 s vyšším výkonem anebo použití ještě silnějších Armstrong Siddeley Genet o výkonu 2× 80 k/59 kW. Nicméně ani tento zvýšený výkon k prodejnímu úspěchu tohoto letounu nevedl. Bylo vyrobeno pouze jediné letadlo.

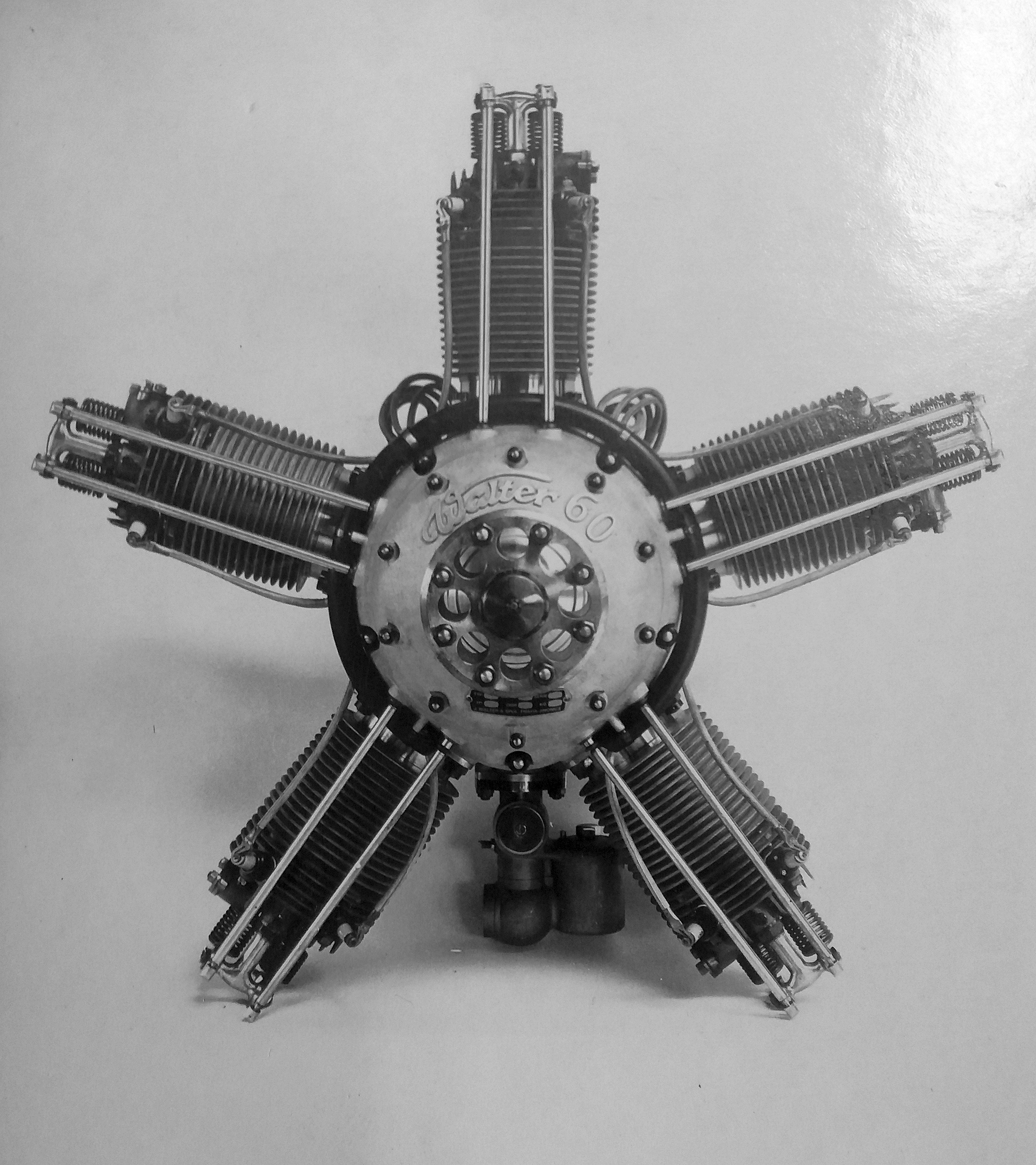
Walter NZ-60

## Popis letounu
Křídla, trup a ocasní plochy byly vyrobeny výhradně ze dřeva, podvozek z ocelových trubek, ostruha z ocelových per. Rám trupu tvořily čtyři hlavní nosníky, z nichž dva byly větší a k nim bylo připevněno křídlo a nohy podvozku. Nosníky byly ze smrkového dřeva a opláštění z překližky. Celé křídlo bylo pokryto překližkou různé tloušťky. Křídlo, z jednoho kusu, mělo celkové rozpětí 15 metrů a hloubku ca 2,10 m. Na horní straně trupu bylo křídlo přimontováno pomocí šroubových spojů ke kabině. Kokpit byl umístěn před přední hranou křídla. Měl dvě místa vedle sebe, sedadlo napravo, aby bylo obsazeno navigátorem, vlevo pilotem. Z kokpitu byl dobrý výhled vpřed přes třídílné čelní, skleněné okno. Lepší výhled do stran byl možný po sejmutí bočních panelů. Za pilotní kabinou, ve středu těžiště letadla, byla vlastní kabina s úložným prostorem pro přepravu poštovních zásilek (150 kg) a nebo se dvěma sedadly pro cestující.
Motory byly namontovány před náběžnou hranou křídla asi 1,8 m od osy letounu. Palivové nádrže byly umístěny v profilu křídla, olejové nádrže byly umístěny za motory. Benzin byl přiváděn ke karburátoru motorů gravitačním spádem. Snímatelné kryty motorů byly z hliníkových plechů. Pohonné jednotky byly tvořeny motory a dřevěnými, dvoulistovými vrtulemi o průměru dva metry. Dvoukolový podvozek se širokým rozchodem (3,18 m) byl na každé straně připevněn k trupu šikmými, trubkovými vzpěrami ve tvaru písmene V. Podvozek byl vybaven olejo-pneumatickými tlumiči kmitů Messier a brzdami. Ostruha byla dvojitá, z ocelových per.

## Použití
Albert A-20 byl letoun pro přepravu pošty, popř. použitelný jako malý, čtyřmístný dopravní letoun pro "grand tourisme" (velký cestovní ruch). Byl používán pouze výrobcem, nebyl ani uveden v francouzském leteckém rejstříku. Podle nepotvrzených zpráv měl být v roce 1930 rozebrán na součástky, nicméně francouzské odborné časopisy jej uvádějí i v pozdějších letech.

## Uživatelé

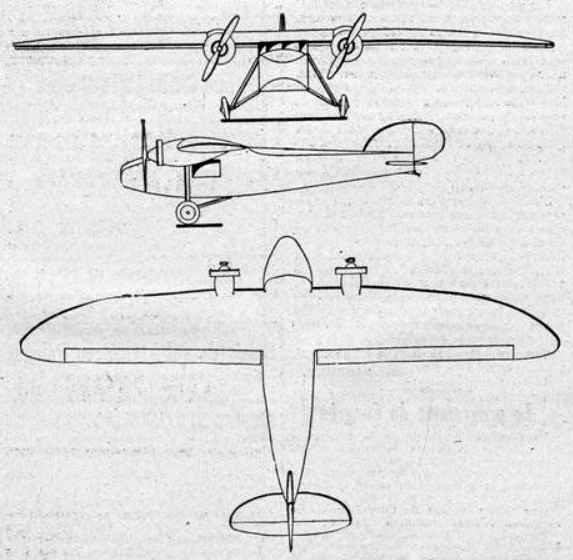
Albert A-20 (3D skica, Les Ailes 1929)

- Francie
  - Albert-Aéronautique

## Specifikace
Údaje dle

### Technické údaje
- Posádka: 2 (pilot a navigátor)
- Kapacita: 2 cestující nebo 150 kg pošty
- Rozpětí: 15,00 m
- Délka: 8,97 m
- Výška: 2,90 m
- Nosná plocha: 25,0 m2
- Plošné zatížení: 50 kg/m2
- Hmotnost prázdného letounu: 835 kg
- Vzletová hmotnost: 1 225 kg
- Pohonná jednotka: 2× vzduchem chlazený hvězdicový pětiválcový motor Walter NZ-60
- Výkon pohonné jednotky:
  - maximální, vzletový: 75 k (55 kW) při 1750 ot/min
  - nominální, jmenovitý: 60 k (44 kW) při 1400 ot/min
- Vrtule: dvoulistá dřevěná s pevnými listy o průměru 2 m

### Výkony
- Maximální rychlost: 175 km/h
- Cestovní rychlost: 155 km/h
- Nejmenší rychlost: 70 km/h
- Dostup: 5 000 m
- Dolet: 900 km
- Vytrvalost:
- Stoupavost: